# Venezuela na Letních olympijských hrách 1980
Venezuela se účastnila Letní olympiády 1980 v Moskvě. Zastupovalo ji 37 mužů v 7 sportech.

## Medailisté
| Medaile | Jméno        | Sport | Soutěž                       |
| ------- | ------------ | ----- | ---------------------------- |
| Stříbro | José Piñango | Box   | Muži bantamová váha do 54 kg |